# 부전교회

부산 부전교회

부전교회(釜田敎會, Bujeon Presbyterian Church)는 부산광역시 동래구 중앙대로 1276에 있는 대한예수교장로회(합동)  소속 교회이다. 1932년 3월 5일 부산 부전동 400-10에서 부산진교회 서면기도소로 시작하였는데 1934년 부전교회로 개칭하였다. 1934년 한익동 목사가 부임하여 사역하였고 1953년 한병기 목사가 부임하여 교회가 크게 성장하였고, 서울 내수동교회 출신인  박성규 목사가 2023년 4월 16일까지 담임사역을 하였다.

## 한병기 목사
부전교회는 한병기 목사를 통하여 오늘날의 모습으로 성장하였다.한병기(韓柄基) 목사는 1913년 4월 6일 강원도 회양군 내금강면 삼억동리에서 3대째 믿음의 가정에서 태어났다. 어린 나이에 서당에 입학하여 맹자, 논어까지 한학을 공부하고, 내금강면에 있는 영화의숙(永華義塾)이라 하는 교회가 운영하는 학교에서 보통학교 과정을 3년 만에 졸업하였다. 그는 향학열이 불타 14세에 당시 일본 고베에 있는 중앙신학교 학생이었던 김성태의 주선으로 청운의 뜻을 품고, 도일(渡日)하였다.
일본에서 그는 한인교회인 금궁(今宮)교회를 다니며 소학교 정규과정을 마친 후, 세이기(成器)상업학교에 진학하여 5년 만에 우수한 성적으로 졸업하였다. 그후 오사카에 있는 간사이대학(關西大學)에 입학하여 법학 전문부 3년, 대학부 3년, 총 6년간 법학을 공부했다. 대학교에 다니는 동안 방학 때에 집에 오면 할아버지는 함께 자면서 그에게 목사가 되라는 권고를 계속했으나 법대생 한병기는 전혀 개의치 않고, 변호사가 되어 민족을 위하여 봉사하려는 마음을 가지고 있었다. 그는 열심히 공부하여 재학 중에 만주국 고등고시(사법고시)에 합격하였다. 그는 일본 고등고시를 치려는데 태평양 전쟁이 발발하는 바람에 기회를 놓쳤다.
그 후 그는 고향으로 돌아와 얼마동안 회양중학교, 신안중학교, 내금강중학교 등에서 교편을 잡았으나 해방 후 소련군이 진주한 공산당 치하에서 공산당에 가입하지 않은 것과 그리스도인이라는 이유로 감시와 학대를 받았다. 1950년 한국전쟁이 일어나고 국군이 북진한 그 해 12월 8일에 월남하기로 결심하고 길을 떠나는데 눈이 너무 많이 내려 노부모와 어린처자를 두고 “잠시 다녀오마!” 작별 인사하고 떠날 수밖에 없었다. 그는 전세가 회복되어 고향땅을 밟을 수 있다 생각하고, 시계와 만년필도 다 빼놓고 나왔다. 그렇게 헤어진 후 그는 54년간 가족(사모와 1남 2녀)을 그리워하며 정절을 지키고, 2004년 11월 4일 하나님의 부름을 받았다.
그가 목회의 길로 접어든 계기는 다음과 같았다. 그가 월남하여 금강산 시절부터 친구였던 김형식 목사가 부산 부전교회에서 목회한다는 소식을 듣고 부산으로 찾아갔다. 김 목사는 그를 반갑게 맞아주었다. 김 목사는 한병기를 교회에 거주하게 하면서 프린트 하는 일, 글 쓰는 일을 하게 하였다. 그는 김 목사의 특별한 사랑과 신학교에 가라는 권유를 받고, 기도하며 묵상하던 중에 목회자가 되라는 할아버지의 말씀이 생각나면서 사명감을 느껴 1951년 9월, 대구에서 시작한 총회신학교 본과에 입학하였다. 할아버지는 늘 그에게 너는 맏아들로 하나님께 바쳐진 몸이니 신학교에 가라고 말씀하시고, 기도해주었는데 그 기도의 응답이 할아버지가 돌아가신 후 오래 있다가 이루어진 것이었다. 입학 당시에 한병기는 38세였다. 한병기 전도사는 신학교에 입학해서 육법전서를 성경전서로 바꾸어 잡았다.
그는 대구에서 공부하는 동안 대구 문화교회에서 전도사로 봉사하였다. 1953년 12월에 신학교를 졸업하였다. 졸업하기 1개월 전인 1953년 11월에 부전교회 전도사로 부임하여 김형식 목사를 보좌하면서 교회에서 운영하는 복음학원과 성민(聖民)중학교를 맡아서 교육 사업에도 힘을 썼다. 그는 1955년 7월 19일에 경남노회 노회장인 노진현 목사에게서 목사 안수를 받았기에, 항상 노 목사에게 감사하고 존경했다. 그가 안수 받을 때 나이는 43세이었다. 김형식 목사가 사임하게 되자, 학원의 일은 그만두고 목회에만 전념하였다. 그 후 2년이 지나 부전교회의 위임목사가 되었다. 그는 목회자로서 재충전을 위해서 1966년에 총신대학교 일반대학원에서 박형룡 박사를 지도교수로 모시고 조직 신학을 전공하여 1967년에 마쳤다.
그는 신학교 재학시절 대구 문화교회 전도사 생활(2년)을 제외하고는 1953년부터 1983년 7월 은퇴하기까지 30 여년을 부전교회에서만 줄곧 목양에 전념했으니, 보기 드문 목회자상을 보여주었다. 또한 그는 대한예수교장로회 63회 총회장(1978. 9-1979. 9)으로 섬겼다. 그는 그가 품은 개혁주의 신학과 겸손한 인격으로 총회를 바르게 인도하였다. 그는 목회자인 동시에 교단을 바르게 인도한 총회장이기도 했다.

## 주요 사역
부전교회의 주 사역은 예배와 교제, 훈련과 섬김, 그리고 복음 전파[전도와 선교]로 요약할 수 있다. 어린이 도서관, 아트홀, 체육관 등을 운영하고 있으며, 
지역 사회에서 다양한 봉사 활동을 하고 있다.
[교구사역]
부전교회 교구는 모두 7개 교구와 40개의 지역, 300여개의 목장으로 구성되어 있습니다. 각 교구에는 평신도 리더가 주체가 되어 목장 단위로 소그룹 모임을 가지게 됩니다. 
교구는 5개 내외의. 지역으로 구성된 지역공동체이며, 교구 내 일꾼으로는 교구교역자, 교구장, 부교구장이 있습니다. 지역목장은 5개 내외의 목장으로 구성된 
평신도 목장 공동체이며, 지역목장 일꾼으로는 지역목자가 있습니다. 목장은 5-12명으로 이루어진 평신도 소그룹 공동체이며, 목자와 예비목자, 목원으로 구성되어 있습니다. 
교구 내에는 모임 구성원에 따라서, 장년 성도들이 모여 소그룹 모임을 가지는 일반목장, 70세 이상의 성도들이 모여 소그룹 모임을 가지는 행복한목장, 20-45세 사이의 
기혼 성도들이 모여 소그룹 모임을 가지는 헵시바목장이 있습니다. 현재 목자들을 훈련할 수 있는 수요목자모임을 수요일 저녁마다 가지고 있으며, 새로운 목자를 세우기 위한 
정기적인 예비목자모임도 진행하고 있습니다. 

[헤세드, 미스바, 아바딤 : 대학청년부사역]
부전교회의 대학청년부는 헤세드(대학부, 20-27세), 미스바(1청년부, 28-34세), 아바딤(2청년부, 35-45세)으로 구성되어 있으며 예수 그리스도를 높이고(예배), 
하나님의 말씀을 배우며(훈련), 공동체의 지체들과 한 몸을 이루고(친교), 지역과 민족을 섬기며(섬김), 열방까지 복음을 증거하는(선교) 청년공동체이다.

[주일학교 : 교육사역원]

부전교회 교육사역원[다음세대]
부전교회 교육부는 다음세대를 위한 예배와 신앙훈련, 교제와 자녀교육의 토대를 쌓아가는 부전교회의 현재와 미래가 담겨있는 사역기관입니다. 부전교회 교육부는 학생들마다 하나님과 동행하는 삶과 가장마다 온전한 신앙계승을 위해서 학생의 신앙생활과 함께 가정예배를 세워감으로 다음세대가 믿음 안에서 자라나며 또한 신앙가정을 세우는 것을 목표로 합니다. 이를 통해서 가정과 교회에서 하나님의 나라를 충만히 경험하여 지역과 부산과 열방을 섬기고 주님과 함께 꿈꾸었던 비전을 따라 생명을 살리는 하나님 나라의 일꾼이 될 것입니다.   
교육사역원 사명선언문
말씀으로 하나님과 동행하며 예수님의 제자로 자라나는 성령충만한 다음세대
성경적 근거 – 누가복음 24장 13-48절               핵심구절 24:32
키워드 – 동행, 말씀, 제자
핵심가치 – 동행하는 하나님을 발견함
```
          동행하시는 하나님의 말씀을 듣고 기도하며 순종함           학생의 신앙여정에 동행함
```

교육목적 – 예수님의 제자를 길러냄 
교육목표 – 학생 목자와 예비목자를 양성한다.           스스로 신앙생활을 하는 학생           말씀을 가르칠 수 있는 학생
```
          사역에 동역자가 되는 학생
```

조직편성
교육사역원에는 4개의 주요기관에 10명의 전문사역자와 400여명의 교사들이 섬기고 있습니다. 주일학교, 훈련기관, 가정기관 협력기관

주일학교는 각각 90시 40분에 1부예배와 12시에 2부예배를 드립니다.
훈련기관에서 태아학교와 그로잉252 그리고 사랑부 토요학교는 토요일에 2회에 걸쳐 학기제로 운영되며, 꿈키예배와 어와나 청소년 성장반은 주일에 진행됩니다. 
헵시바는 30세-45세를 기준으로하여 학부모를 중심으로 한 중그룹입니다. 개인적 신앙은 교구에 소속되어 목양을 받고 가정예배와 신앙계승에 관하여는 교육사역원의 지도를 따라 신앙가정세우기 그리고 기독학부모를 세우는 유바디교육을 도입한 가정기관입니다.
협력기관에는 여러사역을 돕고 연합사역을 진행할 수 있는 유익한 팀들입니다. 매주 열리는 달란트 스토어는 아이들의 방앗간이 되고 미션콰이어는 음악적 재능을 발굴하고 지도하는 어린이 연합찬양대입니다. 기독교사모임은 어린이집부터 고등교사까지 모든 교육관련 종사자들의 모임으로 학교와 교회교육이 함께할 수 있도록 기도하고 나눔을 가지는 기독교사모임입니다.
마지막으로 사역위원회에는 사역원장과 교역자, 각 부서 부장과 기관장들이 모여 사역을 논의하고 협력하는 연합의 장입니다. 사역위원회를 통해서 더 깊이있고 풍성한 신앙교육이 발전되고 있습니다.

## 연혁
| 1930년대 | 1932. 03. 05 | 부산 부전동 400-10에서 부산진교회 서면기도소로 출발 |
| 1930년대 | 1933. 04. 03 | 성지유치원 설립                                     |
| 1930년대 | 1934. 12. 30 | 부산진교회에서 분립하여 부전교회로 개칭             |
| 1930년대 | 1935. 04. 05 | 이병호 조사(전도사 부임)                            |
| 1930년대 | 1936. 10. 01 | 한익동 목사 부임(초대 담임목사)                     |
| 1930년대 | 1937. 01     | 김상순 목사 부임(제2대 담임목사)                    |

| 1940년대 | 1945. 08. 15 | 부암동 317번지의 경남 노동훈련소로 교회당 이전 |
| 1940년대 | 1948. 05     | 김상순목사 사임                                |

| 1950년대 | 1950. 12     | 부전동 현재의 위치에 이전, 천막교회로 시작       |
| 1950년대 | 1951. 03. 01 | 부전동 대지 449.7평 구입                         |
| 1950년대 | 1951.        | 김형식 목사 부임(제3대 담임목사)                 |
| 1950년대 | 1951. 07. 01 | 김형식목사 위임식                                |
| 1950년대 | 1951. 09. 20 | 성전건축 기공 (대지 449.7평, 건평 70평)          |
| 1950년대 | 1952. 02. 14 | 당회조직 (김형식 목사, 이상덕 장로, 김보생 장로) |
| 1950년대 | 1952. 06. 01 | 성전 완공 (건평 70평)                            |
| 1950년대 | 1953. 11. 29 | 한병기 전도사 부임                               |
| 1950년대 | 1956. 01. 25 | 김형식 목사 사임                                 |
| 1950년대 | 1957. 11. 12 | 한병기 목사 위임식(제4대 담임목사)               |
| 1950년대 | 1959. 05. 01 | 부전동 395-16, 17번지, 대지 234평 구입           |

| 1960년대 | 1960. 08     | 성전 증축(30평)                                   |
| 1960년대 | 1961. 07. 26 | 성지유치원에서 부전유치원으로 개칭                |
| 1960년대 | 1962 ~ 1967  | 부전동 395의 대지 142.2평 구입                    |
| 1960년대 | 1967. 10. 27 | 묘지구입 (만덕동 15,000평)부활동산                |
| 1960년대 | 1968. 05. 15 | 온천동산 산17-1 임야 210평 구입 (부활동산 진입로) |
| 1960년대 | 1968. 09.    | 국외선교사 파송 (선교지:대만, 채은수 선교사)      |

| 1970년대 | 1970. 01. 01 | 국내전도목사파송(전도지:진주지방 4개 교회 최대연, 한규석목사) |
| 1970년대 | 1972. 03. 14 | 새성전 기공예배                                               |
| 1970년대 | 1973. 03. 30 | 새성전 1차 공사 완공                                          |
| 1970년대 | 1974. 04. 30 | 새성전 완공(대지 615.3평, 연건평 796평, 지하1층, 지상4층)     |
| 1970년대 | 1975. 11. 13 | 새성전 봉헌식                                                 |
| 1970년대 | 1976. 08. 08 | 개척교회 설립(동래 동부교회)                                  |
| 1970년대 | 1977. 03. 06 | 교회설립 46주년 기념예배                                      |
| 1970년대 | 1978. 07. 30 | 교역자 사택 준공 (건평 52평)                                  |
| 1970년대 | 1978. 09. 02 | 부전동 395-22번지 대지 5.7평 구입                             |
| 1970년대 | 1978. 09. 21 | 제63회 총회 본교회에서 회집(한병기 목사 총회장 당선)          |

| 1980년대 | 1980. 09. 21 | 제6회 총회 본교회에서 회집                          |
| 1980년대 | 1980. 12. 01 | 부전동 395-22번지 대지 29.4평 구입                  |
| 1980년대 | 1981. 01. 02 | 할렐루야 찬양대 스트링 조직                         |
| 1980년대 | 1981. 05. 26 | 교역자 사택 구입(아파트 18평형)                     |
| 1980년대 | 1981. 11. 10 | 부전동 395-10번지 대지 33평 구입(총대지 684평)      |
| 1980년대 | 1982. 01     | 선교위원회 조직                                     |
| 1980년대 | 1982. 03. 05 | 교회 설립 50주년 기념예배, 부전교회 50년사 발행     |
| 1980년대 | 1983. 04. 01 | 신예철 목사 부임(제5대 담임목사)                    |
| 1980년대 | 1983. 06. 30 | 한병기목사 원로목사 추대식 및 신예철 목사 위임식    |
| 1980년대 | 1984. 07. 02 | 묘지구입(경남 양산군 정관면 1,000평)                |
| 1980년대 | 1984. 09. 16 | 주일낮 예배 1부, 2부 예배 시작                      |
| 1980년대 | 1985. 04. 11 | 운구부 조직                                         |
| 1980년대 | 1985. 12. 07 | 선교사 사택(19평)구입 (문화아파트 103호)            |
| 1980년대 | 1985. 12. 08 | 주일 3부예배 시작                                   |
| 1980년대 | 1986. 02. 04 | 교역자 사택(20평)구입 (문화아파트 803호)            |
| 1980년대 | 1986. 07. 02 | 교육관 구입(9.2평) 대지 30.4평                      |
| 1980년대 | 1986. 11.    | 공항전도 시작                                       |
| 1980년대 | 1986. 11. 13 | 교육관 구입(대지 55평, 건평 547.56평)               |
| 1980년대 | 1986. 12. 30 | 교역자 사택구입(남천동 삼익빌라 42평)               |
| 1980년대 | 1987. 11. 06 | 아르헨티나 선교사 파송(임훈철, 임산드라선교사 내외) |
| 1980년대 | 1989. 07. 30 | 부전동 395번지 78.9평 (방앗간)구입 (총대지 802평)   |

| 1990년대 | 1990. 05. 05 | 제5회 부전교회 체육대회 (부산 교육대학 실내체육관)                       |
| 1990년대 | 1990. 05. 09 | 상록교회(한글교실 설치 운영)                                             |
| 1990년대 | 1990. 11.    | 아르헨티나 선교 교회당 및 사택구입                                       |
| 1990년대 | 1992. 03. 08 | 교회설립 60주년 기념 찬양 예배 및 화보 발간                              |
| 1990년대 | 1994. 01. 24 | 교육관 기공 (총 건평 1,069평)                                            |
| 1990년대 | 1995. 02. 24 | 주차장 기공 (지하3층)(총 건평 745평)                                     |
| 1990년대 | 1995. 09. 30 | 부전기도원 부지 구입(울주군 웅촌면 검단리 596번지 외 3필지 임야 1,042평) |
| 1990년대 | 1996. 03. 22 | 교육관 준공, 주차장 준공                                                 |
| 1990년대 | 1997. 07. 01 | 부전기도원 준공(연면적 지하 1층, 지상 5층 849평)                         |
| 1990년대 | 1997. 08. 26 | 부전교회 어린이집 개원, 영어예배 시작                                    |
| 1990년대 | 1998. 09. 27 | 부전교회 상담실 개설                                                     |
| 1990년대 | 1999. 08. 28 | 700회 당회 및 기념회                                                     |
| 1990년대 | 2000. 10. 27 | 선교축제(필리핀 아이타종족 입양, 불우이웃돕기)                           |

| 2001년~2010년 | 2001. 11. 07                    | 교육관·기도원·주차장 헌당 및 신예철 목사 성역 35주년 감사, 원로장로 추대·은퇴·임직식                                                                |
| 2001년~2010년 | 2001. 11. 28                    | 담임목사 사택(39평) 구입(초읍동 신화하이빌 604호)                                                                                                   |
| 2001년~2010년 | 2002. 03. 03                    | 교회설립 70주년 기념예배 및 떡잔치 |
| 2001년~2010년 | 2002. 05. 25                    | 교회설립 70주년 기념화보 발행 |
| 2001년~2010년 | 2002. 06. 06                    | 교회설립 70주년 기념체육대회 개최(제6회 부전교회 체육대회)                                                                                          |
| 2001년~2010년 | 2002. 11. 30                    | 본관 3층과 교육관 4층 연결공사 |
| 2001년~2010년 | 2003. 12. 07                    | 본관 2층 예배실, 새가족부실, 교육관 지하 2층, 제1청년회 미디어 시설                                                                                 |
| 2001년~2010년 | 2004. 11. 04                    | 故한병기 원로목사 소천(향년 91세) |
| 2001년~2010년 | 2005. 06. 29                    | 신예철 목사 원로목사 추대감사예배 |
| 2001년~2010년 | 2006. 01. 15                    | 담임목사 청빙을 위한 공동의회 |
| 2001년~2010년 | 2006. 03. 29                    | 제6대 박성규 담임목사 환영예배 / 목양 시작 |
| 2001년~2010년 | 2006. 04. 16                    | ‘300/300 기도용사’ 발대식 |
| 2001년~2010년 | 2006. 05. 01 ~ 03               | 제1차 전교인 새벽기도 십일조운동 |
| 2001년~2010년 | 2006. 06. 04                    | 6·4 주일학교 전도축제(2,014명 출석) |
| 2001년~2010년 | 2006. 06. 18                    | 대학청년부 예배를 4부 예배로 지정하여 시작 |
| 2001년~2010년 | 2006. 06. 25                    | 선교사 파송예배(현일승 선교사 / 예수생명학교 대표, 왕충은 선교사 / 몽골선교센터 책임선교사)                                                         |
| 2001년~2010년 | 2006. 06. 28                    | 제6대 박성규 담임목사 위임 감사예배 |
| 2001년~2010년 | 2006. 07. 09                    | 제1차 새가족환영잔치(New Family Festival) |
| 2001년~2010년 | 2006. 08. 21 ~ 25               | 중국 북한선교원 탐방 ‘비전트립’(참가 : 담임목사 외 당회원 9명)                                                                                      |
| 2001년~2010년 | 2006. 11. 09 ~ 12. 28           | 제1기 도고기도학교 |
| 2001년~2010년 | 2006. 12. 04 ~ 24               | 제1차 연말 다니엘 새벽기도(주제 : 하나님이 책임져 주시는 인생이 됩시다 / 강사 : 박성규 담임목사)                                                    |
| 2001년~2010년 | 2006. 12. 10 ~ 24               | 2006 성탄절 사랑나눔축제(단전단수이웃 따뜻한 겨울 나기 / 심장병 어린이 수술비 지원 후원금 모금)                                                     |
| 2001년~2010년 | 2006. 12. 31                    | 부전카페 ‘쉴만한 물가’ 오픈예배 |
| 2001년~2010년 | 2007. 01. 02                    | 도고기도실 오픈 감사예배 |
| 2001년~2010년 | 2007. 01. 14                    | 평양대부흥 100주년 기념예배(중부산노회) |
| 2001년~2010년 | 2007. 01. 18 ~ 23               | 싱가폴교회 탐방(박성규 담임목사 외 7명) |
| 2001년~2010년 | 2007. 02. 04                    | 제2청년회 명칭 아바딤으로 변경 |
| 2001년~2010년 | 2007. 02. 24                    | 교회설립 75주년 기념사업 헤세드 ‘학사관’ 개관(타워베르빌아파트 / 115.5㎡)                                                                           |
| 2001년~2010년 | 2007. 03. 04                    | 창원극동방송 ‘우리교회 좋은교회’ 공개방송 |
| 2001년~2010년 | 2007. 03. 05                    | 제1차 리모델링(본당) 공사 시작 |
| 2001년~2010년 | 2007. 06. 02 ~ 07. 14           | 제1기 부전교회 결혼예비학교 |
| 2001년~2010년 | 2007. 06. 10                    | 제1차 리모델링 완공, 입당감사예배, 1차 V.I.P 집중초청주일, 북한 어린이 돕기 바자회                                                                  |
| 2001년~2010년 | 2007. 10. 15                    | 제2차 리모델링(교육관) 공사 시작 |
| 2001년~2010년 | 2007. 12. 03 ~ 14               | 제2차 연말 특별새벽부흥회(주제 : 더불어 일어나 약속의 땅으로 나아가라! / 강사 : 박성규 담임목사)                                                    |
| 2001년~2010년 | 2007. 12. 16                    | 제2기 기도용사·선봉대 발대식, 제2차 리모델링(교육관) 완공                                                                                           |
| 2001년~2010년 | 2007. 12. 26 ~ 28               | 태안 앞바다 기름 유출 사고 현장 자원봉사 |
| 2001년~2010년 | 2008. 02. 25 ~ 28               | 몽골 선교센터 방문(박성규 담임목사 외 2명) |
| 2001년~2010년 | 2008. 03. 02                    | 교회설립 76주년 기념 ‘부산사랑운동’(전교인 대중교통 이용하여 교회오기)                                                                              |
| 2001년~2010년 | 부전찬양집 ‘기쁨으로 찬양’ 발간 | |
| 2001년~2010년 | 2008. 03. 09                    | 제3차 리모델링(식당, 부전유치원, 부전교회 어린이집) 완공                                                                                            |
| 2001년~2010년 | 2008. 04. 04                    | 부전 헤세드 자매 ‘사랑방’ 개관(일성 인포아파트 / 105.6㎡)                                                                                           |
| 2001년~2010년 | 2008. 04. 14 ~ 18               | 성경 1독 신구약 성경통독세미나 ‘어! 성경이 읽어지네’(강사 : 이호현 목사 / 샘터성경연구회)                                                           |
| 2001년~2010년 | 2008. 06. 09 ~ 27               | 교역자 미국 비전트립(정용식 목사, 이춘수 목사, 이복임 전도사)                                                                                       |
| 2001년~2010년 | 2008. 07. 27                    | 부전 요양보호사 파견센터 설립 감사예배 |
| 2001년~2010년 | 2008. 09. 27 ~ 10. 02           | 제4회 세계사회체육대회 서포터즈(지원국가 : 폴란드)                                                                                                  |
| 2001년~2010년 | 2008. 10. 12                    | 부전교회 CI 발표 |
| 2001년~2010년 | 2008. 12. 01 ~ 12               | 제3차 연말 특별새벽부흥회(주제 : 다시 일어나 약속의 땅으로 나아가자! / 강사 : 박성규·최홍준·이인건·박진석 · 최무열·임석웅·김도명 목사, 김영길 총장) |
| 2001년~2010년 | 2008. 12. 28                    | 교회 앞 버스정류소 이름 ‘구, 부산진구청 앞’에서 ‘부전교회 앞’으로 변경                                                                              |
| 2001년~2010년 | 2009. 02. 01                    | 협력교회 지원사역 시작(무지개교회, 오아시스교회, 화목교회)                                                                                          |
| 2001년~2010년 | 2009. 03. 11 ~ 12               | 농어촌·미자립교회 교역자 부부 초청위로회 |
| 2001년~2010년 | 2009. 04. 13 ~ 05. 01           | 교역자 미국비전트립(노진수 목사, 이동하 목사, 김행렬 전도사)                                                                                        |
| 2001년~2010년 | 2009. 05. 17                    | 입양캠페인(강사 : 황수섭 목사 / 고신대의대 교목) |
| 2001년~2010년 | 2009. 05. 30                    | 관내 자원봉사자 초청위로회 |
| 2001년~2010년 | 2009. 06. 28 ~ 07. 02           | 이애실 사모 성경1독학교(구약) |
| 2001년~2010년 | 2009. 09. 24                    | (구)송월타올 부지 매매관련합의 |
| 2001년~2010년 | 2009. 11. 29                    | 부산 100만 성도의 꿈을 안고 드리는 비전출발 헌신예배                                                                                                |
| 2001년~2010년 | 2010. 02. 11 ~ 19               | 글로컬 비전센터 건축을 위한 미국교회 비전트립(담임목사 외 11명)                                                                                     |
| 2001년~2010년 | 2010. 05. 09                    | 글로컬 비전센터 현장기도실 오픈 |

| 2011년~2018년 | 2011. 01. 13         | 글로컬 비전센터 현상설계 공모                                                      |
| 2011년~2018년 | 2011. 02. 20         | 교회 매각 및 금융차입과 담보제공 승인을 위한 제123회 공동의회                      |
| 2011년~2018년 | 2011. 04. 25         | 현상설계경기 당선작 발표(당선작 : ㈜코마건축)                                      |
| 2011년~2018년 | 2012. 01. 08         | 글로컬 비전센터 건축설계계약                                                       |
| 2011년~2018년 | 2012. 03. 04         | 교회설립 80주년 감사예배                                                           |
| 2011년~2018년 | 2012. 04. 23 ~ 25    | 교회설립 80주년 기념부흥회 (강사 : 이동원 목사 / 지구촌교회 원로목사)              |
| 2011년~2018년 | 2012. 05. 28         | 교회설립 80주년 기념 제7회 체육대회                                                |
| 2011년~2018년 | 2012. 09. 28         | 글로컬 비전센터 건축허가 승인                                                      |
| 2011년~2018년 | 2012. 11. 18         | 글로컬 비전센터 건축허가 감사예배                                                  |
| 2011년~2018년 | 2012. 12. 04 ~ 06    | 제80차 행복한 새벽기도                                                             |
| 2011년~2018년 | 2012. 12. 25         | 부전교회 80년사 출간                                                               |
| 2011년~2018년 | 2013. 01. 07 ~ 11    | 제7차 신년특별새벽부흥회(강사 : 박성규 담임목사)                                   |
| 2011년~2018년 | 2013. 01. 15         | 글로컬 비전센터 건설본부 개소식                                                    |
| 2011년~2018년 | 2013. 03. 03         | 교회설립 81주년 감사예배                                                           |
| 2011년~2018년 | 2013. 04. 08 ~ 10    | 교회설립 81주년 기념부흥회 (강사 : 이건영 목사 / 인천제2교회)                      |
| 2011년~2018년 | 2013. 08. 23         | 글로컬 비전센터 시공사, 감리사 계약체결                                            |
| 2011년~2018년 | 2013. 08. 25         | 글로컬 비전센터 착공예배                                                           |
| 2011년~2018년 | 2013. 10. 20         | 원로목사 송별예배                                                                  |
| 2011년~2018년 | 2013. 10. 23         | 원로목사 미국 출국                                                                 |
| 2011년~2018년 | 2013. 11. 09         | 은퇴감사, 임직헌신예배                                                             |
| 2011년~2018년 | 2013. 12. 22         | 교회정관 재 제정을 위한 제128회 공동의회                                           |
| 2011년~2018년 | 2014. 01. 06 ~ 10    | 제8차 신년특별새벽부흥회(강사 : 박성규 담임목사)                                   |
| 2011년~2018년 | 2014. 04. 07 ~ 09    | 교회설립 82주년 기념부흥회 (강사 : 이한의 목사 / 부산 은항교회)                    |
| 2011년~2018년 | 2014. 08. 26 ~ 28    | 제100차 행복한 새벽기도회                                                          |
| 2011년~2018년 | 2014. 11. 02         | 故한병기 원로목사 10주기 추모예배                                                  |
| 2011년~2018년 | 2015. 01. 05 ~ 09    | 제9차 신년특별새벽부흥회(강사: 박성규 담임목사)                                    |
| 2011년~2018년 | 2015. 04. 07 ~ 09    | 교회설립 83주년 기념부흥회 (강사 : 오정호 목사 / 대전 새로남교회)                  |
| 2011년~2018년 | 2015. 06. 07         | 글로컬 비전센터 지하골조완료 감사예배                                              |
| 2011년~2018년 | 2015. 12. 13         | 부전동 교회당 가야교회와의 계약체결 감사연합예배                                   |
| 2011년~2018년 | 2016. 01. 04 ~ 08    | 제10차 신년특별새벽부흥회(강사: 박성규 담임목사)                                   |
| 2011년~2018년 | 2016. 03. 08 ~ 10    | 교회설립 84주년 기념부흥회 (강사 : 하형록 목사 / 미국 팀하스 대표, 갈릴리비전교회) |
| 2011년~2018년 | 2016. 06. 19         | 글로컬 비전센터 골조완료 감사예배                                                  |
| 2011년~2018년 | 2016. 07. 10         | 제1회 사역박람회                                                                   |
| 2011년~2018년 | 2016. 09. 25         | 제900회 당회 기념감사예배                                                          |
| 2011년~2018년 | 2016. 11. 01 ~ 12.16 | 글로컬 비전센터 입당 전 40일 특별새벽기도회 (강사 : 박성규 담임목사)               |
| 2011년~2018년 | 2016. 11. 06         | 글로컬 비전센터 CI 선포식                                                          |
| 2011년~2018년 | 2016. 12. 24         | 부전교회 글로컬 비전센터 입당감사예배                                              |
| 2011년~2018년 | 2016. 12. 26         | 동래구 건축문화상 최우수 수상                                                      |
| 2011년~2018년 | 2017. 01. 16 ~ 20    | 제11차 신년특별새벽부흥회(강사 : 박성규 담임목사)                                  |
| 2011년~2018년 | 2017. 03. 12         | 글로컬 비전센터 입간판 제막식                                                      |
| 2011년~2018년 | 2017. 03. 13 ~ 15    | 교회설립 85주년 기념부흥회 (강사 : 이동원 목사 / 지구촌교회 원로목사)              |
| 2011년~2018년 | 2017. 04. 23         | 직원선출을 위한 제135회 공동의회                                                   |
| 2011년~2018년 | 2017. 05. 07         | 꿈키 어린이도서관 개관                                                             |
| 2011년~2018년 | 2017. 05. 09 ~ 11    | 제54회 전국목사장로기도회                                                          |
| 2011년~2018년 | 2017. 08. 29 ~ 31    | 가을 개강특별새벽부흥회(강사 : 박성규 담임목사)                                    |
| 2011년~2018년 | 2017. 08. 30         | 부산다운건축상 금상 수상                                                           |
| 2011년~2018년 | 2017. 09. 10         | 글로컬 비전센터 도고기도실 개설                                                    |
| 2011년~2018년 | 2017. 10. 29         | 글로컬 비전센터 서점 개설                                                          |
| 2011년~2018년 | 2017. 11. 04         | 은퇴감사 및 임직헌신예배                                                           |
| 2011년~2018년 | 2017. 12. 10         | 글로컬 비전센터 머릿돌 제막식                                                      |
| 2011년~2018년 | 2018. 01. 28         | 선교헌신주일 정태동 선교사 파송                                                    |
| 2011년~2018년 | 2018. 02. 25         | 삼일운동 제99주년 기념 나라사랑 기도회 및 만세행진 (부전교회당)                    |
| 2011년~2018년 | 2018. 02.19 ~ 23     | 봄 개강특별새벽부흥회(강사 : 박성규 담임목사)                                      |
| 2011년~2018년 | 2018. 03.12 ~ 14     | 교회설립 86주년 기념부흥회(강사 : 화종부 목사 / 남서울교회)                        |
| 2011년~2018년 | 2018. 04. 08         | 국민일보 교회건축문화대상[부전교회] 수상                                           |
| 2011년~2018년 | 2018. 04. 22         | 디딤돌역사관 건립 후원 작정(강사 : 김재현 목사)                                    |
| 2011년~2018년 | 2018. 08. 13 ~ 17    | 후반기 개강특별새벽부흥회(강사 : 박성규 담임목사)                                  |
| 2011년~2018년 | 2018. 11. 09         | 은퇴감사 및 명예권사 추대예배                                                      |

| 2019년~ | 2019. 01. 14 ~ 18     | 신년 개강특별새벽부흥회(강사 : 박성규 담임목사)                  |
| 2019년~ | 2019. 02. 24          | 삼일운동 100주년 나라사랑 기도회(부전교회당)                     |
| 2019년~ | 2019. 03. 04 ~ 06     | 교회설립 87주년 기념부흥회 (강사 : 백동조 목사 / 목포사랑의교회) |
| 2019년~ | 2019. 03. 15          | 삼일운동 100주년 전시회                                          |
| 2019년~ | 2019. 04. 01          | 전교인 성경1만독 대행진                                          |
| 2019년~ | 2019. 04. 22 ~ 05. 03 | 갈대상자 특별기도회(강사 : 박성규 담임목사)                      |
| 2019년~ | 2019. 05. 18          | 부전 어린이 미션콰이어 창단예배                                  |
| 2019년~ | 2019. 08. 12 ~ 16     | 후반기 개강특별새벽부흥회(강사 : 박성규 담임목사)                |
| 2019년~ | 2019. 09. 03          | 백남조기념홀 명명(命名) 감사예배 (총신대학교 사당동캠퍼스)       |
| 2019년~ | 2019. 11. 16.         | 故신예철 원로목사 소천(향년 85세)                                |
| 2019년~ | 2020. 01. 13 ~ 17     | 신년 개강특별새벽부흥회(강사: 박성규 담임목사                    |
| 2019년~ | 2020. 02. 02          | 선교헌신주일 백성기 명예선교사 파송                              |
| 2019년~ | 2020. 04. 12          | 디딤돌역사관 개관식                                              |
| 2019년~ | 2020. 05. 10          | 직원선출을 위한 제143회 공동의회                                 |
| 2019년~ | 2020. 09. 21          | 제105회 온라인 화상 총회 본교회에서 회집(부울경)                 |
| 2019년~ | 2020. 10. 04 ~ 30     | 올라인(All-Line) 전교인수련회 빌립보서(강사: 박성규 담임목사)    |
| 2019년~ | 2020. 11. 07          | 은퇴감사 및 임직헌신예배                                         |
| 2019년~ | 2020. 11. 16 ~18      | 코로나19 극복 특별부흥회(강사: 이승희 목사/반야월교회)           |
| 2019년~ | 2020. 12. 14 ~ 18     | 갈대상자/오병이어 특별새벽기도회(강사: 박성규 담임목사)          |

## 역대 담임목사
| 대수 | 임기            | 이름        | 비고                                                                                |
| ---- | --------------- | ----------- | ----------------------------------------------------------------------------------- |
| 1대  | 1936년 ~ 1937년 | 한익동 목사 |                                                                                     |
| 2대  | 1973년 ~ 1984년 | 김상순 목사 |                                                                                     |
| 3대  | 1985년 ~ 1988년 | 김형식 목사 |                                                                                     |
| 4대  | 1988년 ~ 1997년 | 한병기 목사 |                                                                                     |
| 5대  | 1997년 ~ 2018년 | 신예철 목사 |                                                                                     |
| 6대  | 2006년 ~ 2023   | 박성규 목사 | 내수동교회 / 육군군목 소령예편 / 남가주 사랑의교회 행정목사 / 나성한미교회 담임목사 |